# Andrzej Gołota
Andrzej Jan Gołota (trasl. angl. Andrew Golota; Varsavia, 5 gennaio 1968) è un ex pugile polacco.
Soprannominato "Powerful Pole" oppure " The Polish Pole", è stato contendente al titolo dei pesi massimi durante gli anni novanta e duemila. Tra le figure più controverse della divisione, il suo nome è spesso accostato a due burrascosi incontri, scorretti dal punto di vista sportivo e dal finale ambiguo, disputati contro Riddick Bowe nel 1996. Nel 2000 si arrese inspiegabilmente dopo due round in un discusso match contro Mike Tyson. I suoi comportamenti all'interno del ring, così come il suo coinvolgimento in numerosi match eccentrici, portarono l'analista sportivo Michael Katz a soprannominarlo "The Foul Pole". Combatté per il titolo iridato in quattro match tra il 1997 ed il 2005, venendo sconfitto in tre occasioni e pareggiando in un'altra. Come dilettante vinse la medaglia di bronzo alle Olimpiadi di Seul nel 1988 ed agli Europei di Atene nel 1989.
Parallelamente alla sua carriera sportiva, raggiunse anche una triste fama al di fuori dal ring a causa di diverse vicende giudiziarie.

## Biografia

### Vita personale
Andrzej Gołota è sposato dal 1990 con l'avvocatessa Mariola Babicz. La coppia ha due figli: Alexandra (nata nel 1991) e Andrzej (nato nel 1997).

### Le origini e gli inizi
Gołota nacque a Varsavia il 5 gennaio 1968, figlio unico di Bozena e Andrzej Gołota. I genitori divorziarono quando il figlio aveva solamente tre anni e quest'ultimo fu preso in custodia dallo zio Zdzisla e dalla moglie Jadwiga presso uno dei quartieri più degradati della città. Andrzej era un ragazzo massiccio e si ritrovò spesso a dover essere espulso dalla scuola a causa delle frequenti risse in cui venne coinvolto. Un giorno suo zio lo iscrisse presso il Legia Boxing Club, che fungeva anche da centro di addestramento per soldati, per insegnare al nipote i fondamenti del pugilato.

### Carriera amatoriale
Disputò oltre 100 incontri nel corso della sua carriera da dilettante, vincendone 111. Nel 1988 partecipò alle Olimpiadi di Seul, dove ottenne una medaglia di bronzo.

### Carriera professionale
Gołota fece il suo debutto da professionista il 7 febbraio 1992, sconfiggendo lo statunitense Roosevelt Shuler via KO tecnico alla terza ripresa.

#### L'assalto al titolo mondiale di Lewis
Benché proveniente da due sconfitte consecutive, il ventinovenne Gołota fu comunque nominato sfidante numero uno al titolo WBC. In poco tempo venne fissato un match titolato contro il campione Lennox Lewis (31–1; 26 KO), uno dei più grandi nomi del periodo. Alla vigilia, entrambi i contendenti fecero registrare un peso di 110,7 kg. La sfida si svolse il 4 ottobre 1997 al Caesar's Hotel & Casino di Atlantic City, nel New Jersey, di fronte a circa 14 000 appassionati.
Il polacco, al primo assalto di un titolo mondiale, non riuscì a opporre resistenza: già al tappeto dopo soli 55 secondi per via di quattro potenti colpi alla testa, fu definitivamente messo KO a meno di due minuti dall'inizio del match. Al termine della sfida Gołota si sentì male e fu portato in ospedale. Per il match guadagnò una borsa di circa 1 milione e mezzo di dollari.
Gołota dichiarò di non avere avuto la calma necessaria per il combattimento e più tardi attribuì la causa della sua prestazione ad un'iniezione antidolorifica di lidocaina al ginocchio destro, effettuata dal suo medico circa un'ora e mezza prima del match con Lewis. Egli disse infatti che l'iniezione gli aveva causato stordimento, oltre ad offuscare la sua vista: solitamente l'utilizzo di lidocaina causava suddetti effetti. Successivamente il pugile di Varsavia fu sottoposto a una serie di esami neurologici presso il Columbia-Presbyterian Hospital. Gołota fece causa al suo medico, dichiarando che l'iniezione gli era costata l'incontro ed un contratto di 21 milioni di dollari con la HBO per trasmettere i suoi prossimi match.

#### Il discusso match contro Tyson
Nell'estate del 2000 fu annunciato un match fra Gołota e Mike Tyson (48–3; 42 KO). Tyson aveva sottovalutato il suo nemico e puntava ad una rapida vittoria che gli potesse consentire un match contro il campione mondiale Lennox Lewis. In merito ai diversi episodi controversi che avevano precedentemente caratterizzato la carriera di Andrzej, il suo allenatore Al Certo lo aveva definito come un "polacco stupido". Malgrado il passato burrascoso di entrambi i contendenti, la sfida riscosse un discreto interesse da parte degli appassionati. I due si affrontarono il 20 ottobre presso il Palace di Detroit in una sfida prevista per le dieci riprese. Nonostante le alte aspettative, il match fu rapido e si concluse in maniera bizzarra. Sin dall'avvio Tyson si dimostrò molto aggressivo e Gołota riuscì anche a centrarlo durante qualche scambio ravvicinato, senza però apparentemente impensierirlo. Il polacco subì anche un atterramento al termine del round d'apertura per via di un poderoso gancio alla mascella, ma fu subito in grado di rialzarsi. Nell'intervallo tra il primo e secondo round, il pugile di Varsavia chiese al proprio angolo di porre fine al match ma i suoi uomini lo convinsero a proseguire. Nella seconda tornata del match Tyson e Gołota continuarono a scambiarsi pugni da distanza ravvicinata. Tra il secondo ed il terzo round, dopo essersi rifiutato di infilarsi il paradenti, il polacco si recò dall'arbitro Frank Garza per riferirgli che abbandonava, destando l'incredulità di quest'ultimo. L'incontro terminò quindi per KO tecnico. Benché il suo allenatore Al Certo stesse cercando di fermarlo, il polacco non esitò a lasciare il ring e affrontò i fischi del pubblico furioso, che iniziò a lanciargli monete, lattine e pacchetti di popcorn. L'abbandono della gara apparve infatti poco credibile ed aveva fatto inferocire gli spettatori presenti all'arena. Più tardi Gołota motivò la sua scelta dichiarando: «Mi sono ritirato perché quello tentava di darmi una testata e l'arbitro non faceva nulla per difendermi».
Dopo l'evento il polacco manifestò nausea accompagnata da una forte emicrania e fu quindi ricoverato al Resurrection Medical Center, dove gli fu diagnosticata una commozione cerebrale, possibile motivo del suo abbandono. Egli riportò inoltre una frattura all'osso zigomatico ed un'ernia del disco interposto tra le vertebre L4 ed L5. Ciononostante, per l'incontro Gołota guadagnò la borsa più grande della sua intera carriera, ammontante a poco più di 2 milioni di dollari. Successivamente furono riscontrate tracce di marijuana nelle urine di Tyson e l'esito del match fu cambiato in un no contest.

#### La lunga pausa ed il ritorno

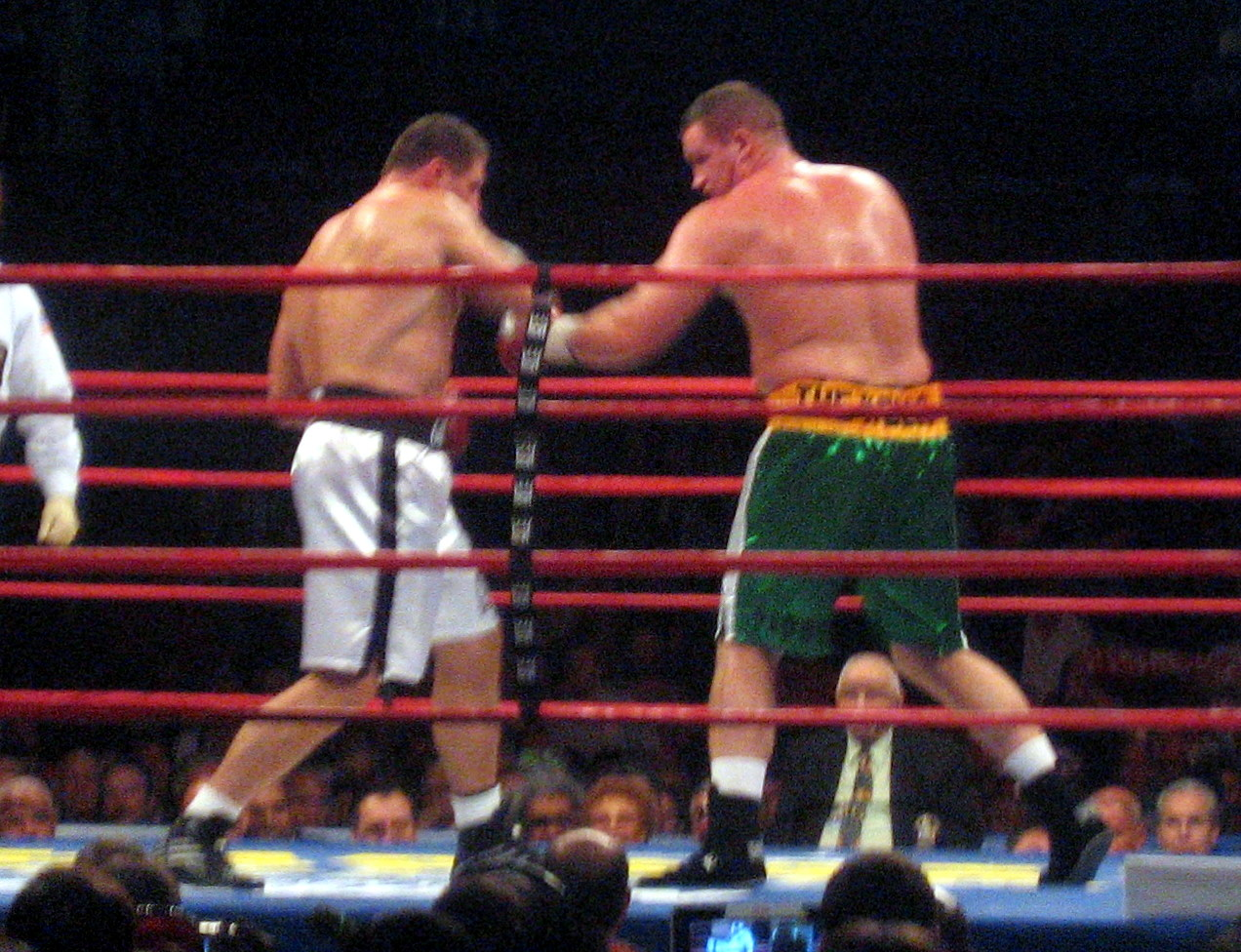
Andrzej Gołota (a sinistra) impegnato nel ring contro l'irlandese Kevin McBride, 6 ottobre 2007

Archiviato il discusso match con Tyson, il polacco si prese una lunga pausa lontano dal ring. Malgrado il periodo di stop e la sua reputazione di "pugile scorretto", il nome di Gołota era ancora piuttosto famoso all'interno della divisione dei massimi. Fece il suo ritorno quasi tre anni dopo, il 14 agosto 2003, quando sconfisse il mediocre Brian Nix per KO tecnico alla settima ripresa.
Ricevette la sua terza chance consecutiva per un titolo mondiale il 21 maggio 2005, contro il campione in carica WBO Lamon Brewster (31–2; 27 KO). La battaglia titolata si svolse allo United Center di Chicago, località nota per la foltissima comunità di polacchi di seconda e terza generazione. Benché sostenuto dal pubblico e nettamente favorito per la vittoria, il pugile di Varsavia ne uscì sconfitto già al primo round per KO tecnico, dopo aver subito tre atterramenti nel giro di 53 secondi. A questo ennesimo e brusco stop seguì una nuova pausa, durata oltre due anni. Tornò a combattere il 9 giugno 2007, battendo lo statunitense Jeremy Bates per KO tecnico al secondo round in un'arena di Katowice.
Il suo prossimo incontro fu programmato contro l'irlandese Kevin McBride (34–5–1; 29 KO), salito alla ribalta internazionale dopo aver sconfitto Mike Tyson in ciò che fu l'ultimo incontro della carriera dello statunitense. I due si affrontarono a pochi mesi dal successo contro Bates, il 6 ottobre, presso il Madison Square Garden. Gołota riuscì ad imporsi per KO tecnico alla sesta ripresa, dopo che un affaticato McBride aveva oramai smesso di rispondere ai suoi colpi, e conquistò così il titolo nord americano IBF dei massimi.

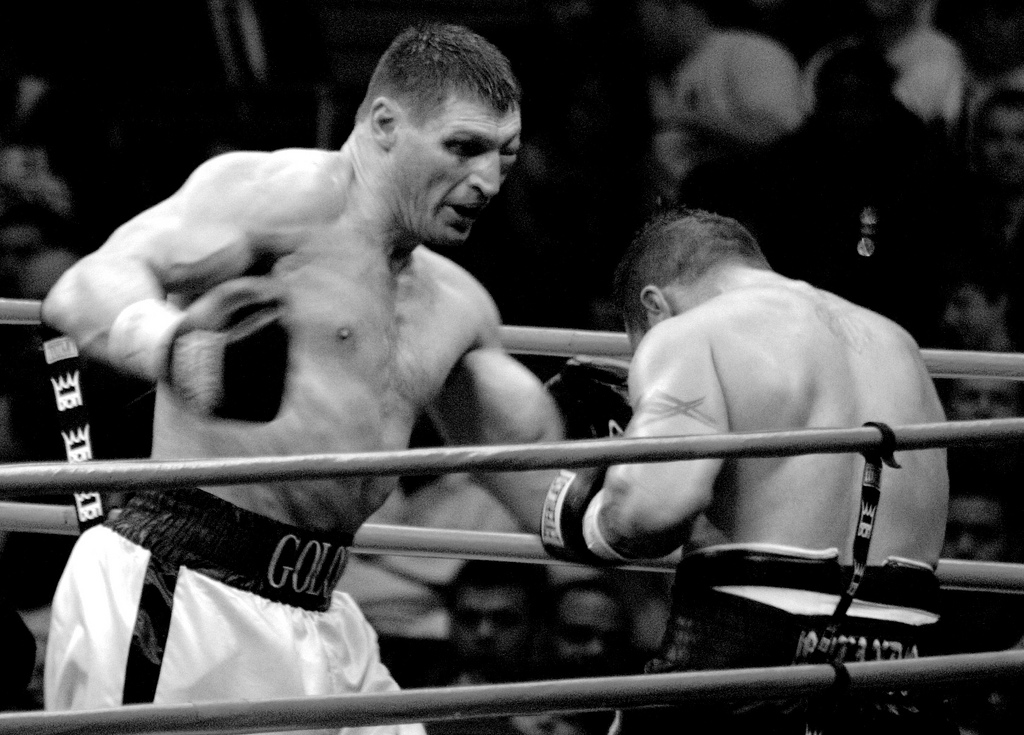
Gołota affronta Mike Mollo, 19 gennaio 2008

Tornò sul ring pochi mesi dopo, il 19 gennaio 2008, per combattere il ventisettenne Mike Mollo (19–1; 12 KO) al Madison Square Garden. L'incontro era un sottoclou dell'attessissimo Jones contro Trinidad. Nonostante la differenza di età di dodici anni, il polacco disputò un buon match mettendo in mostra una rara prova di determinazione. Gołota combatté la seconda parte del match con un occhio sinistro gonfio e chiuso ma, a gran sorpresa, riuscì a tener testa all'avversario e a portarlo sulla lunga distanza. La sfida si concluse con la vittoria del pugile di Varsavia per decisione unanime, con i punteggi di 116-110,  116-112 e 118-109, e gli valse il titolo WBA Federlatino dei massimi. Dopo la vittoria, il polacco si rivolse ai suoi scettici affermando: «Spero che nessuno più mi chiami un rinunciatario. Non riuscivo a vedere nulla dall'occhio sinistro dopo l'ottavo round. Ho dovuto combattere in base alle mie sensazioni piuttosto che in base a ciò che potevo vedere».
Malgrado la sconfitta contro Saleta, Gołota decise di rimandare i suoi propositi di ritiro. Il 25 ottobre 2014 combatté un ultimo incontro, di esibizione, all'età di 46 anni, contro lo statunitense ed ex olimpionico Danell Nicholson. Era la seconda volta che i due veterani si affrontavano, ed al termine delle quattro riprese previste il polacco annunciò ufficialmente il proprio ritiro dal mondo della boxe.

### Vicende giudiziarie
Così come per la sua carriera sportiva, Gołota fu protagonista di controverse vicende anche all'esterno del ring.
Dopo gli Europei di Atene, Gołota fece ritorno in Polonia, dove visse un periodo turbolento ed ebbe numerosi problemi con la legge, causati dal suo frequente coinvolgimento in risse all'interno di bar. Ad un certo punto egli divenne anche ladro d'auto.
Il 12 maggio 1990 fu accusato di minaccia a mano armata nei confronti di Piotr Bialostocki, un frequentatore di una discoteca di Włocławek. A seguito di una discussione degenerata per un futile motivo, il pugile di Varsavia, in stato di ubriachezza, aveva minacciato l'uomo con una pistola costringendolo a spogliarsi, per poi rubargli gli indumenti e gettarli nell'immondizia. Gołota ammise più tardi di aver voluto solamente "deridere" Bialostocki in pubblico. Dinnanzi ad una condanna ammontante sino a 5 anni di detenzione, Gołota fuggì dalla Polonia alcuni mesi dopo l'incidente per rilocarsi negli Stati Uniti d'America. Solamente anni più tardi, nel corso di una visita negli Stati Uniti nell'agosto del 1996, il Presidente polacco Aleksander Kwaśniewski convinse personalmente Gołota a rientrare in patria per affrontare il processo e nel gennaio 1997 quest'ultimo fu condannato dal Tribunale di Wloclawek a 2 anni di detenzione con la sospensione condizionale della pena, oltre ad una multa di 7 000 dollari.
Il 6 febbraio 2002 fu arrestato a Joliet, nello Stato dell'Illinois, per essersi finto poliziotto ad un semaforo. Dopo essere stato fermato per aver superato le lanterne rosse a bordo di una Mercedes Benz nera, il pugile aveva mostrato un badge onorario ricevuto tempo prima ed affermato di essere un agente di polizia. Fu rilasciato su cauzione il giorno seguente.
Nel 2006 fu indagato per il possesso illegittimo di dodici armi da fuoco.

## Stile di combattimento
Gołota era un pugile valido dal punto di vista tecnico. La sua mossa migliore era il jab, sempre in funzione, a cui accompagnava solitamente combinazioni al corpo ed al volto. Era anche un noto picchiatore.
È opinione comunque che il miglior Gołota sia quello del periodo attorno a metà anni novanta.